# Xian de Zhongyang
Le xian de Zhongyang (中阳县 ; pinyin : Zhōngyáng Xiàn) est un district administratif de la province du Shanxi en Chine. Il est placé sous la juridiction de la ville-préfecture de Lüliang.

## Démographie
La population du district était de 129 598 habitants en 1999.